# موسیقی ترکیه

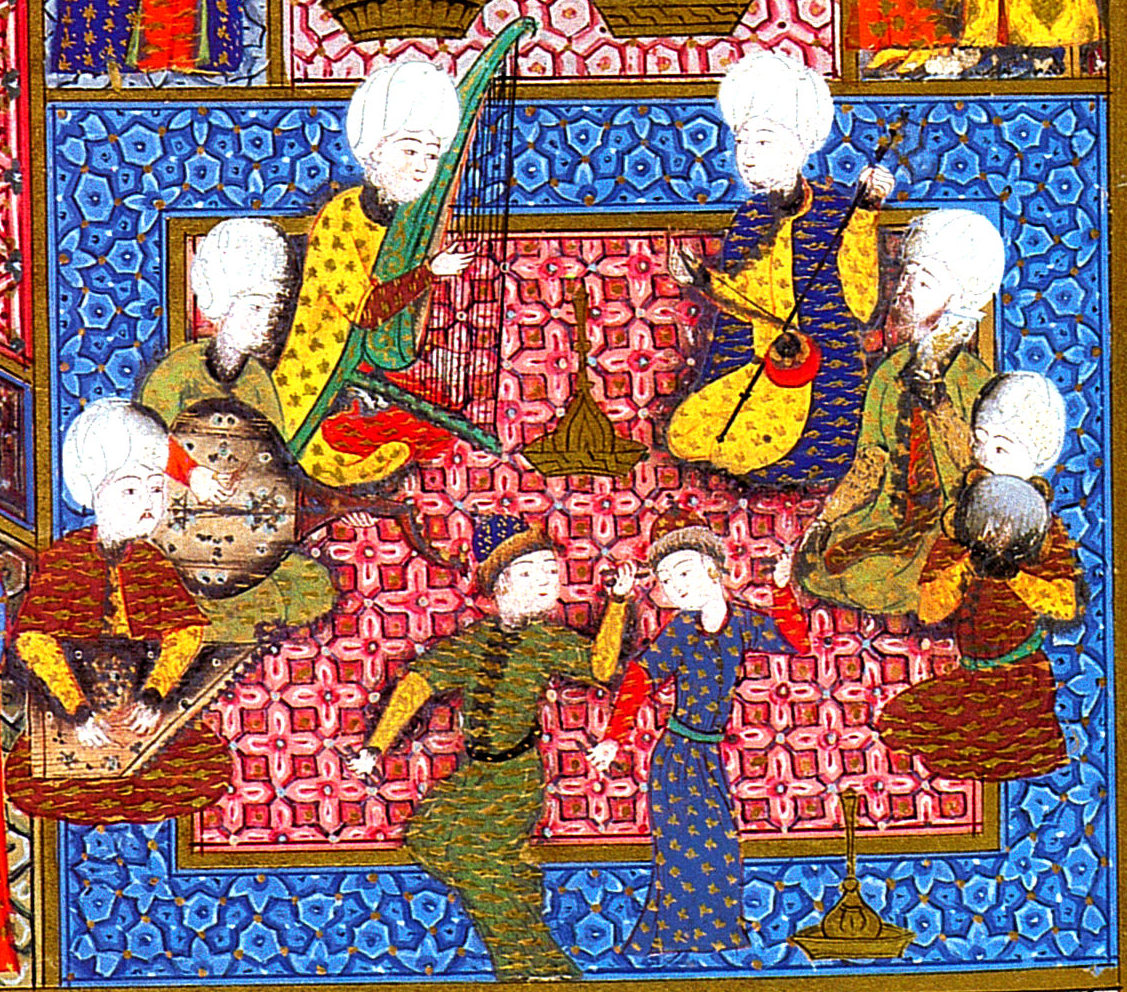
نقاشی قدیمی از موسیقی ترکی

موسیقی ترکی به شاخه‌ای از موسیقی ملل گفته می‌شود که در بین اقوام ترک رایج است. بدین لحاظ این موسیقی به دلیل تعدد نواحی ترک‌نشین در جهان دارای تنوع بسیار است و در بخشی وسیع از قاره آسیا و قسمتی از اروپا رواج دارد. 
از انواع موسیقی ترکی می‌توان از موسیقی آذربایجانی، ترکمنی، اویغوری، موسیقی ترکی خراسانی، ترکیه‌ای و قشقایی نام برد.
سازهای رایج در بین ترکها نیز بسیار متنوع است و انواع سازهای زهی همچون چگور، دوتار، رباب، تامدیر، قیچک، باغلاما ، کمانچه ی ترکی و سازهای بادی همچون بالابان، سرنا، توتک و برخی سازهای کوبه‌ای را در بر می‌گیرد.